# The Band Concert
The Band Concert és un curtmetratge animat protagonitzat per Mickey Mouse, dirigit per Wilfred Jackson, produït per Walt Disney i estrenat el 23 de febrer de 1935.
El 1994 va aparèixer en el tercer lloc de la llista the 50 Greatest Cartoons, la qual es va basar en els vots d'aproximadament 1.000 personalitats de la indústria de l'animació.

## Argument
En el curt Mickey Mouse és el director d'una orquestra a l'aire lliure. L'orquestra està tocant l'obertura de l'òpera Guillaume Tell, però apareix l'Ànec Donald (fent la tercera aparició en un dibuix animat de Mickey) venent gelats. Sense ser convidat, Donald pren la seva flauta i distreu a la banda tocant Turkey in the Straw. Mickey tracta de detenir Donald destruint la seva flauta, però l'ànec en tenia algunes de guardades.
Mentre continua el curtmetratge, la banda de Mickey toca La Tempesta i generen un tornado real. Tot i ser arrossegats pel tornado, continuen tocant, fins i tot quan cauen sobre un arbre. Donald toca Turkey in the Straw novament amb una altra flauta, en acabar un membre de la banda li llança una tuba.
L'orquestra de Mickey està conformada per: Goofy (clarinet) i un personatge similar (potser Gideon Goat) (trombó), Clarabella (flauta), Horace (percussió), Peter Pig (trompeta) i Paddy Pig (tuba).

## Videojocs
Al jardí del castell Disney en Kingdom Hearts II, hi ha una escultura de la banda, però sense els personatges de Mickey, Donald i Goofy.
The Band Concert va ser la base, i el títol d'un nivell secret, al videojoc Mickey Mania: The Timeless Adventures of Mickey Mouse (per a Super Nintendo, Sega Mega Drive, Sega Mega CD i Sony Playstation (en aquesta versió el joc va rebre el nom alternatiu de Mickey's Wild Adventure).

## Curiositats
- Aquest dibuix animat és important per ser el segon de Mickey Mouse fet en Technicolor després de Parade of the Award Nominees (1932), un clip de dos minuts que es va fer especialment per a la cerimònia dels Premis de l'Acadèmia de 1932.
- Es diu que quan el director Arturo Toscanini va veure per primera vegada el curtmetratge en el cinema, va quedar sorprès i va demanar que el repetissin. Va visionar la pel·lícula sis vegades al cinema, i invità Walt Disney a sa casa en Itàlia.[4]